# Murdannia crocea
Murdannia crocea är en himmelsblomsväxtart som först beskrevs av William Griffiths, och fick sitt nu gällande namn av Robert Bruce Faden. Murdannia crocea ingår i släktet Murdannia och familjen himmelsblomsväxter.

## Underarter
Arten delas in i följande underarter:
- M. c. crocea
- M. c. ochracea